# Alan Beeton
Alan Beeton (sinh ngày 4 tháng 10 năm 1978) là một cựu cầu thủ bóng đá người Anh thi đấu ở Football League cho Wycombe Wanderers.